# Грейс Дав
Грейс Дав (англ. Grace Dove; Британська Колумбія, Канада) — канадська акторка індіанського походження. Першу помітну роль зіграла у американському драматичному трилері «Легенда Г'ю Гласса», де зіграла дружину головного героя Г'ю Гласса (Леонардо Ді Капріо).

## Творчий доробок

### Фільми
| Рік  | Назва українською  | Оригінальна назва        | Персонаж                  |
| ---- | ------------------ | ------------------------ | ------------------------- |
| 2012 | Ці стіни           | These Walls              | Мері                      |
| 2014 | Шрам               | The Cut                  | Емма                      |
| 2015 | Легенда Г'ю Гласса | The Revenant             | дружина Гласса (індіанка) |
| 2017 |                    | Mino Bimaadiziwin        | Яахл-Цуу-Кууяс            |
| 2017 |                    | O for a Thousand Tongues | Бангішімогікве            |
| 2018 | Як це закінчується | How It Ends              | Рікі                      |
| 2020 |                    | Monkey Beach             | Ліза                      |

### Телебачення
| Рік  | Назва українською | Оригінальна назва | Персонаж          |
| ---- | ----------------- | ----------------- | ----------------- |
| 2017 |                   | UnderExposed      | у ролі самої себе |

| Актор | Це незавершена стаття про акторку. Ви можете допомогти проєкту, виправивши або дописавши її. |